# أمولوسيا
أمولوسيا (بالعبرية: אמולסיה مستحلب) شاحنة هندسة عسكرية إسرائيلية، تابعة للجيش الإسرائيلي، مخصصة لتفجير الأنفاق، كشف عنها واستحدثها الجيش الإسرائيلي عام 2014 بعد أن كُشفت أحد أنفاق حركة المقاومة الإسلامية (حماس) على حدود قطاع غزة .

## أول ظهور
وظهرت الشاحنة «أمولوسيا» مؤخراً على حدود قطاع غزة قرب مستوطنة العين الثالثة، أثناء تدمير النفق عام 2014، الذي اكتشفه شرق مدينة خانيونس شرق قطاع غزة.

## طريقة العمل الفريدة
تقوم بإدخال نوعين من المواد السائلة المتفجرة التي تحملها الشاحنة إلى داخل النفق عبر مواسير خاصة وعند التقاء تلك المواد أسفل النفق تتحول إلى مادة متفجرة شديدة الانفجار.
وهذه الطريقة في التفجير هي الأولى من نوعها على صعيد العالم، وقائمة على أساس إدخال المواد المتفجرة على طول مقاطع النفق ومع استكمال تعبئة المقاطع يقومون بتفجير النفق بشكل أكثر نجاعة، وذلك بعد تفتيش النفق عبر الربوتات والكلاب.

## نقاط ضعف
ويعتمد جيش الاحتلال الإسرائيلي على أمولوسيا لتدمير أي نفق مكتشف، إلا أن هذه الشاحنة فشلت فقدراتها التفجيرية لا يمكنها تدمير كامل النفق المكتشف، بل تقتصر على مسافات محدودة فيه، الأمر تبين بعد إعلان كتائب القسام الجناح العسكري لحماس إصلاح نفق «بوابة المجهول» وإعادة استخدامه.
وهذه الشاحنة المليئة بالمواد المتفجرة السائلة يمكن استهدافها وإحداث أضرار كبيرة بالقوات المصاحبة لها.
ومعنى أن تتمكن المقاومة خلال أشهر قليلة من إصلاح النفق يعني أن قدرات الشاحنة التدميرية ضعيفة ولا تستطيع تدمير كامل النفق بل مناطق محدودة منه.

### سريعة الاشتعال
حيث تقوم الشاحنة التي استحدثتها الوحدة التكنولوجية في الجيش الإسرائيلي بإدخال نوعين من المواد السائلة المتفجرة إلى داخل النفق عبر مواسير خاصة، وعند التقاء تلك المواد أسفل النفق تتحول إلى مادة متفجرة شديدة الانفجار.
ويمكن لصاروخ موجه تدمير الشاحنة مما يؤدي لاختلاط المادتين السائلتين التي بداخل الخزانات الموجودة عليها وحدوث انفجارات ضخمة تبيد الجنود المحيطين بها.

## في الحرب على غزة 2014
في معركة الدفاع عن غزة (العصف المأكول)، قامت كتائب القسام الجناح العسكري لحركة حماس بتفجير عربة من نوع «أمولوسيا» بصاروخ كورنيت أدى ذلك لإبادة جميع من كان حول العربة من جنود وضباط إسرائيليين بالتزامن مع اندلاع نار بمساحة ضخمة.